# قزلجه (اهر)
قزلجه یکی از روستاهای استان آذربایجان شرقی است که در دهستان گویجه بل بخش مرکزی شهرستان اهر واقع شده‌است.این روستا ۱۰۸ نفر جمعیت دارد.